# Залево (Острудський повіт)
Залево (пол. Zalewo, нім. Sallewen) — село в Польщі, у гміні Міломлин Острудського повіту Вармінсько-Мазурського воєводства.
Населення — 78 осіб (2011).
У 1975-1998 роках село належало до Ольштинського воєводства.

## Демографія
Демографічна структура станом на 31 березня 2011 року:
|          | Загалом | Допрацездатний вік | Працездатний вік | Постпрацездатний вік |
| -------- | ------- | ------------------ | ---------------- | -------------------- |
| Чоловіки | 40      | 7                  | 29               | 4                    |
| Жінки    | 38      | 6                  | 24               | 8                    |
| Разом    | 78      | 13                 | 53               | 12                   |